# Melanophryniscus pachyrhynus
Melanophryniscus pachyrhynus – gatunek płaza bezogonowego z rodziny ropuchowatych (Bufonidae).

## Systematyka
Gatunek ten opisał w 1920 roku Alípio de Miranda Ribeiro pod nazwą Atelopus pachyrhynus, w oparciu o dwa syntypy. W 1934 roku Müller zsynonimizował go z Atelopus tumifrons. W 2002 roku Caramaschi i Cruz przywrócili i ponownie opisali gatunek, przenosząc go jednocześnie do rodzaju Melanophryniscus; wyznaczyli też lektotyp i skorygowali położenie miejsca typowego.
Opisany w 1987 roku takson Melanophryniscus orejasmirandai został w 2012 roku zsynonimizowany z tym gatunkiem przez Baldo i innych w oparciu o badania morfologiczne i genetyczne.

## Rozmieszczenie geograficzne
Gatunek ten występuje na południu Brazylii (w stanie Rio Grande do Sul) i w Urugwaju (w departamentach Cerro Largo, Lavalleja i Maldonado). Lokalizacja typowa gatunku leży w gminie São Lourenço do Sul w stanie Rio Grande do Sul.
Płaz ten spotykany jest w przedziale wysokości 50–500 m n.p.m.

## Ekologia
Jego siedlisko to tereny z wychodniami skalnymi. W Brazylii występuje w obrębie lasu atlantyckiego i pampy.
Żywi się drobnymi stawonogami, głównie mrówkami.

## Cykl życiowy
Rozmnażanie następuje po okresach ulewnych opadów. Samice składają jaja w tymczasowych stawach i strumieniach, w których rozwijają się swobodnie pływające larwy (kijanki).

## Status zagrożenia i ochrona
W Czerwonej księdze gatunków zagrożonych IUCN płaz ten klasyfikowany jest jako gatunek najmniejszej troski (LC, ang. Least Concern).
Na południu Brazylii gatunek jest dość pospolity, a w sezonie rozrodczym bardzo liczny. Trend liczebności populacji oceniany jest jako stabilny.
Z zagrożeń IUCN wymienia uprawę ryżu w Brazylii, a w Urugwaju utratę i fragmentację siedlisk spowodowane zakładaniem plantacji introdukowanych drzew. Potencjalne zagrożenie może stanowić patogeniczny grzyb Batrachochytrium dendrobatidis oraz zmiany klimatyczne.
Gatunek nie zamieszkuje terenów chronionych. W Urugwaju jest chroniony przez ustawodawstwo krajowe, mimo to IUCN dostrzega potrzebę utworzenia tam ochrony obszarowej.